# Узел
У́зел (от праслав. *vǫzlъ; диал. пск. узля́ка, курск. у́зол; родств. узы, союз, вязать, связь, вяз, связка, вязка, вязанка) — нечто связанное, переплетение верёвки на самой себе (или концов двух верёвок между собой).
Свойства узлов при различных условиях могут изменяться. Главное свойство узла — функциональность, то есть предназначение. Один и тот же узел, завязанный по-разному, отличается. Различные способ завязывания одного и того же узла или применение одного и того же узла в разных областях деятельности человека образуют другой узел. Один и тот же узел, завязанный на разных материалах, отличается.
Всякий узел состоит из нескольких элементов.
Верёвка имеет определённую прочность. Всякий узел значительно снижает прочность верёвки. Верёвка всегда рвётся на выходе из узла. Одними из важнейших свойств узла являются прочность и надёжность.
Согласно «Книге узлов Эшли» английское слово knot («узел») имеет 3 значения и подразделяют на 4 класса узлов:

…Слово «узел» имеет, в общем, 3 значения. В самом широком смысле применяют ко всему, завязываемому верёвкой, кроме случайно образовавшихся, например, колышек, или предназначенных на хранение верёвки бухт. Во втором смысле в термин «узел» не включают соединяющие узлы, штыки, сплесни. А в третьем, самом узком смысле термин «узел» применяют только к утолщению, завязанному на верёвке, чтобы предотвратить выхлёстывание троса (или только на тонких тросах — распад троса на пряди). В морском деле все узлы подразделяют на 4 класса: штыки, соединяющие узлы, утолщающие трос узлы, сплесни.
Оригинальный текст (англ.)The word knot has three distinct meanings in common use. In its broadest sense it applies to all complications in cordage, except accidental ones, such as snarls and kinks, and complications adapted for storage, such as coils, hanks, skeins, balls, etc. In its second sense it does not include bends, hitches, splices, and sinnets, and in its third and narrowest sense the term applies only to a knob tied in a rope to prevent unreeving, to provide a handhold, or (in small material only) to prevent fraying. At sea, the whole subject of knots is commonly divided into four classifications: hitches, bends, knots, and splices.
— Клиффорд Эшли, «Книга узлов Эшли», страница 12

## История

### Первобытные общества
По всей вероятности, связывание и узлы начал применять предок человека homo erectus (от 1,2 млн до 400000 лет назад) для изготовления сложных орудий и строительства разборных укрытий. Эти приёмы и инструменты были усовершенствованы неандертальцами (200000 лет назад), а также племенами, жившими на территории Африки и Китая и охотившимися при помощи болы. Остатки этого оружия были найдены на стоянках древнего человека, возраст которых составляет не менее 500000 лет:12.
Материальные свидетельства применения узлов в качестве инструментов датируются окончанием последнего ледникового периода (от 10000 до 8000 лет назад), когда древний homo sapience стал заниматься сельским хозяйством:12.

### Первобытная культура
Некоторые из найденных археологами артефактов позволяют сделать предположение, что человечество использовало узлы и такелаж более 300000 лет назад. До наших дней сохранились образцы такелажа, использовавшиеся около 10000 лет назад (фрагментов сетей, лесок, амулетов и одежды), найденных в доисторическом мусоре и на мумифицировавшихся телах в болотах:9.
Верёвка с узелками использовалась в первобытных культурах для записи дат, событий и родословных, фольклора и легенд, в качестве мнемонических подсказок для молитв и проповедей, а также для записи торговых операций и инвентаризации товара. Чётки и счёты, вероятно, произошли из верёвок с узелками:9.
В 1822 году на Гавайях неграмотные сборщики налогов вели полный учёт собранного с жителей с помощью шнура более 800 м длиной. На нём были завязаны разноцветные узлы из разных материалов:10.
Раньше узлы использывались в качестве цифр. Тибетские молельные связки и чётки — это формы связок, на которых узлами отмечается число молитв, которые должен прочитать верующий.
В Перу плели верёвки из магей, растения из подсемейства агавовых, достаточно прочные для строительства примитивных висячих мостов через горные расщелины:9.

### Античность
Прямой узел был широко распространён в быту древних греков и римлян. Он украшал жезл древнеримского бога Меркурия, покровителя торговли, и назывался «геркулесовым узлом»:3.
Такие узлы, как выбленочный, прямой и беседочный, служили жителям Древнего Египта ещё 5 тысячелетий назад. Археологическая находка 1954 года, когда были обнаружены остатки парусного корабля фараона Хеопса подтверждает это. На обрывках снастей корабля нашли беседочный узел. Дверь третьего помещения гробницы фараона Тутанхамона была прикреплена верёвкой, завязанной выбленочным узлом:3.
Наибольшую известность в истории приобрёл гордиев узел, соединявший ярмо и дышло на колеснице легендарного царя Гордия:499.
Греческий философ Платон испытывал отвращение к «чёрной» магии, основанной на плетении узлов. В своих «Законах» он писал, что тот, кто обманывает излишне доверчивых людей с помощью магического вязания узлов, должен быть предан смерти:12. В 1718 году парламент Бордо во Франции приговорил человека к сожжению за то, что он околдовал целую семью с помощью завязанных узелков:12.
Римский писатель и историк Плиний Старший упоминал в своей «Естественной истории», что раны заживают значительно быстрее, когда повязка накладывается геркулесовым узлом:12. В «Медицинском справочнике» Орибасий описал способы применения 18 узлов:12.
Самое широкое применение узлам нашли инки, использовавшие их для передачи информации. Кипу, узелковое письмо инков, состояло из одного длинного шнура, к которому разными способами привязывалось множество коротких:499.
- Скульптура свернувшейся змеи, Ацтекская империя, XV—XVI века, Метрополитен-музей
- Амулет с орнаментальной решёткой в виде Вечного узла, Египет, 1479—1458 до н. э., Метрополитен-музей
- Игла с узлом, 1539—1076 до н. э., Новое царство, Египетский музей (Турин)
- Микенская цивилизация, Национальный археологический музей (Афины)
- Александр Македонский разрубает гордиев узел, картина Бартелеми, Жан-Симон, 1767, Школа изящных искусств (Париж)

### Эпоха возрождения
В каждой из мировых религий узел обрёл своё особое символическое воплощение. В буддистском символе «Бесконечный узел», выражающий эмблему благополучия. В китайском буддизме открытый переплетающийся рисунок узла — одна из восьми эмблем удачи. Шнур браминов рассматривается в индуизме, как символ божественного союза. Защитную функцию оберега выполняет узел в исламе. В христианской традиции узел символизирует священный обет или клятву. В изобразительном искусстве Ренессанса Амур или Купидон завязывает символические узлы любви. В голубом масонстве золотые кафинские или генуэзские шнуры, украшенные жемчужинами и завязанные затейливыми узлами в виде вензелей, символизировали блистательный, тесный и неразрывный союз масонов всего мира:499.
В ранней английской литературе мы постоянно встречаемся с другим узлом — верного любовника. Он упоминается и в старинной английской балладе «Прекрасная Маргарита и пригожий Уильям» даже более раннего периода:15:
Маргарет была схоронена в нижнем алтаре,

Пригожий Уильям — в верхнем.

Из её груди произросла роза,

Из его — шиповник.

Они выросли большими — до небес.

И когда уже некуда было выше расти,

Сплелись в верного любовника узел,

Восхитивший людей.

#### Геральдика
Одним из самых ранних геральдических узлов был плоский узел, который использовал саксонский лидер Херевард Уэйк:12. Название геральдическим узлам обычно даёт род, на гербе которого они изображаются, например, узел Боуэна (в форме квадрата с петлями) получил своё имя в честь валлийца Джеймса Боуэна (? ― 1629). Модификациями узла Боуэна являются узлы Дакра, Хангерфорда и Ласси, также существует похожий узел с угловатыми петлями вместо скруглённых.
- Геральдические узлы
- Узел Боуэна (тривиальный узел)
- Узел Стаффорда (простой узел)
- Узел Дакра
- Узел Хангерфорда
- Узел Буршье (бабий узел)
- Узел Хениджа
- Узел Ласси
- Савойский узел (узел восьмёрка)
- Узел Уэйка (плоский узел)
- Узел Харрингтона (slath knot)

#### Парусный флот
Эра парусов, приблизительно с 1600 по 1900 годы способствовала широкому распространению и формализации практики вязки узлов:12. Одним из первых авторов сочинений про узлы был англичанин Джон Смит в 1627 он издал морской словарь с некоторыми узлами.
К расцвету парусного флота в морском деле насчитывалось почти 500 узлов, не считая кнопов, мусингов, различных оплёток и прочих видов работ:5.
- 1. Простой узел
2. Прямой узел
3. Булинь
16. Колышка
18. Выбленочный узел
19. Штык с двумя шлагами
23. Удавка
24. Кошачья лапа
26. Шкотовый узел
27. Плоский узел
29. Узел для уменьшения длины стропа
30. Якорный узел
31. Соединение двух тросов полуштыками
32. Бензель
34. Огон
36. Короткий сплесень
38. Длинный сплесень
42. Сплесень
- 1. Прямой узел
4. Шкотовый узел
5. Брам-шкотовый узел
6. Воровской узел
7. Удавка
8. Булинь
13. Бегущий булинь
14. Полуузел
16. Колышка
17. Дубовая петля
18. Полуштык
19. Простой штык со шлагом
20. Гачный узел
23. Кошачья лапа
25. Лисель-галсовый узел
26. Французский топовый узел
27. Выбленочный узел
28. Глухая петля
29. Сваечный узел
42. Якорный узел
43. Буйрепный узел
46. Рыбацкий узел
- 34. Развязывающийся бегущий простой узел
35. Гачный узел
36. Удавка
38. Задвижной штык
39, 40. Кошачья лапа
42, 43. Колышка
44. Сезнёвочный штык

### Славянская мифология
При первобытно-общинном и рабовладельческом строе, как и в более поздние времена, с узлами в жизни людей было связано немало примет, поверий и суеверий:7. «Науз» в словаре В. И. Даля — вязать узлы — «наузить» значило колдовать, знахарить («наузник» — колдун, ворожей, знахарь). Один из самых обычных способов волхования:410.
С помощью узлов ловят, захватывают счастье, беду, болезнь, порчу, урожай, плодородие, удачу. Узел может быть оберегом, если сделан на добро, или способом наведения порчи, если при завязывании узла думали и желали злое. Как охранительный талисман против порчи и нечистой силы узел
прикреплял к человеку здоровье, благополучие или Божью силу. С целью оберега носили нити (предпочтительно красные), с завязанными на них узлом, на руке, на пальце, на шее или на поясе под одеждой, использовали также сеть, на которой много узлов. Чтобы защитить от сглаза невесту на свадьбе, ей под одежду надевали рыболовную сеть, подпоясывали длинной ниткой, на которой делали как можно больше узлов, навязывали на её поясе 40 узелков с чтением молитвы (40 «Богородиц»), Также и жених, и все поезжане опоясывались сетью или вяза ным поясом, веря, что колдун не сможет им навредить, пока не распутает бесчисленных узлов сети или пока ему не удастся снять с человека его пояс. Повсеместно распространено мнение, что пока нечистый дух не распутает всех узлы, он не может повредить человеку. В сельскохозяйственной магии с помощью узлов «привязывали» плодородие. Лечение через узлы-амулеты («науз») осуждается во многих древнерусских поучениях.
Магические приёмы, упоминающиеся в прикамской несказочной прозе, «так, бородавки выводят, считая их с отрицанием и завязывая при этом узлы на нитке».
Избавляясь от бородавок, завязывали узелки по числу образований и закапывали в след от ботинка на старом, «уходящем» месяце (волын.):41.
В старину узлы навязывали на оружие и думали сообщать ему твёрдость и уничтожать противного оружия, как это видно из стариннаго заговора, «завяжу я по пяти узлов „всякому стрельцу немирному, неверному, на пищалях, на луках, и всяком ратном оружии»:156.
Матери брали от волшебников чародейственные узлы и навязывали их на детей («баба начнёт на дети наузы класти, смеривати, плююще на землю, рекше беса проклинать») …от рыжеватаго, от русоволосаго, от одноглазаго, разноглазаго и упирца.
Нитки в узлы завязали, абы наши молодята до смерти ся миловали.
Завязав на юбке особым образом узел, женщина, идя в лес, могла быть уверена, что не встретит лешего; но если этот узел она неразвяжет прежде, чем вернётся домой, то в доме появится нечистый дух (морав.):357.
Протянув нити основы в ниты, быстро отрезали узелок и бросали его в огонь или в реку, чтобы также быстро ткалось, как горит или плывёт узелок; забрасывали узелок к соседке, чтобы работа у неё шла медленнее (словац.):273.

### Новое время
С появлением пароходов, которые менее, чем за столетие вытеснили с морских дорог парусные суда, исчезла для моряков необходимость знать множество узлов:10, а с развитием альпинизма, спелеологии и спортивного туризма у узлов открылось второе дыхание:12.
- Профильный крюк/каменный крюк и карабин братьев Гюнтера и Райнхольда Месснеров из центральной колонны Хайлигкройцкофель, 1968 год, на выставке в Горном музее en:Messner Mountain Museum
- Узел на фрагменте Z-образной верёвки варежек
- Королевский флот во время Второй мировой войны
- Фрагмент узла туники (скульптура), IV—VII века, Метрополитен-музей
- Замок en:Kek Lok Si
- Чёрное перо страуса, 1965, Оклендский военно-исторический музей
- Орнамент из книги Charles Armstrong CUSACK'S FREEHAND ORNAMENT, 1895
- Настенное плетение для икебаны, Музей на набережной Бранли – Жак-Ширак
- бронзовая подвеска, 570—630, en:Portable Antiquities Scheme
- Оправа из золота, ранее Англосаксы, Portable Antiquities Scheme
- зеркало декарированноe китайской вязкой и кисточками, XIX век, Китай, Метрополитен-музей
- Современное серебряное кольцо на палец, 1850—1950, Portable Antiquities Scheme
- Серебряное кольцо на палец, Раннее Средневековье, Portable Antiquities Scheme
- Деталь скульптуры Какамацин, en:Jesús Fructuoso Contreras, Café del Museo
- Незавершённая раннесредневековая литая бирка или застёжка из медного сплава, VII—XII века
- Тканевая печать, 1650—1800, Portable Antiquities Scheme
- Англосансонская пряжка для ремня, 7 век, Саттон-Ху, Британский музей
- Илюстрация алфавита Delamotte, The signist's book of modern alphabets, 1906
- Hancock, H. The high school left end, 1910
- Древний крест, найден в Глостерe. Перепечатано Transactions of the Bristol and Gloucestershire Archaeological Society, 1888
- Герб Иннитцер, Теодор, Вена
- en:String of cash coins (currency unit), Музей истории искусств

## Применение
Профессии, в которых применяют узлы: ткач, сапожник, портной, моряк, рыбак, горноспасатель, скалолаз, строитель, монтажник-высотник, такелажник, пожарный:3, лучник, изготовитель корзин, звонарь, переплётчик, мясник, возчик, пастух, докер, соколиный охотник, земледелец, рядовой артиллерии, ювелир, мельник, уличный и оптовый торговец, лавочник, солдат, промышленный альпинист, стивидор, хирург:11.
Самый обычный и наиболее употребительный узел в судовой практике — простой штык.
Декоративные аспекты: макраме, кожаное плетение, плетении кнутов, китайская декоративная вязка, японская традиция плетения шнуров-косичек кумихимо, традиционные британские соломенные куклы, кисточки, плетение кружев, вязание крючком:8.
Узлы применяются для:

| - Завязывания шнурков, галстуков, кушаков, затягивания верёвкой вещей, узлы — на вещевых мешках, палатках, волейбольных сетках :3 - Соединения двух тросов через связывание их морским узлом является наиболее простым и распространённьм способом. К соединению узлами растительных тросов следует прибегать только в случае крайней необходимости, поскольку вследствие крутых изгибов проволок разрывная крепость тросов будет ослаблена и сии получат значительные повреждения - Связка концов тросов между собой - Присоединении тросов к различным частям корпуса и рангоута корабля - Навести переправу через реку, подготовить снаряжение для спуска в пещеру, по крутому склону или для подъёма по отвесной скале, наконец, просто поставить палатку или увязать груз:4 - Сделать утолщение на тросе - Верёвка использоваласть на привязь для скота и на узду для лошадей, ею связывали жерди и брёвна при сооружении жилищ и плотов, крепили топоры и молотки к деревянным рукояткам - Вязка узлов является одним из простейших видов такелажных работ - Предохранять концы канатов от того, чтобы они не развились | - Водолазы применяют при закреплении стальных, пеньковых и цепных концов, а также при остропке поднимаемых затонувших грузов - В Замбези многие взрослые мужчины и мальчишки занимаются собиранием буазы, из которой делают нити для плетения длинных сетей. Вяжут сети рифовым узлом - Изготовление силков - Слишком длинная верёвка может быть неудобна, но не стоит её резать, если можно на время укоротоить - Фокусники демонстрируют трюки с помощью узлов и верёвки:8 - Математики используют трёхмерные модели при изучении топологической области теории узлов:8 - Такелажные работы всякаго рода применяются для обделки надлежащим образом стоячего такелажа, всяких снастей и талей, выделки различных матов, кранцев, шторм-трапов и предметов, составляющих судовую принадлежность |

- Завязывание поясов без пряжки, например, Оби
- Строительные леса из бамбука через найтовы
- Изготовление сетей
- en:Mizuhiki
- en:Limp binding
- Швартовка через огон
- Закрепление тетивы на плечах у лука
- 3 Хирургических шва
- Бондаж
- Шибари
- Горноспасательные работы, книга Militärisches Bergsteigen, 1966
- Держатель колбы
- Лассо
- Бант — украшение в виде пышного узла из ленты с двойным рифовым узлом, fr:Musées départementaux de la Haute-Saône
- Завязывания шнурков обуви, как правило из двойного рифового узла или Рифового узла
- Цицит
- Стопорные узлы на конце верёвки для предотвращения распускания
- Ручка для ведра
- Рында-булинь[нидерл.]
- Выброска из Обезьяньего кулака
- Хранение бухт
- Остропливание грузов
- Индуистская свадьба. Первые два узла, завязанные женихом, символизируют преданность пары и обещание жениха обеспечить благополучие невесты. Сестра жениха завязывает третий узел, символизируя обязательства, разделяемые двумя семьями
- Держатeль кувшинов, Горгиппия (музей)
- Держатель карандаша, Музей де Янга
- Завязка колоколов
- Соединения двух тросов сплеснем
- Соединения двух тросов плоским узлом
- Ходзёдзюцу
- Импровизированная веревка
- Подъёмный механизм
- Тарзанка

## Нотация
Многие узлы имеют одновременно 2—3, а некоторые 5—7 названий:5. Часто название узла изменяется в зависимости от способа его завязывания:2.
Исторически, названия морских узлов — из английского и французского языков середины XVII (XVIII:4) века, времени парусного флота:6.
Многие морские узлы получили своё название от снастей, на которых они применялись, например, шкотовый, фаловый, выбленочный, гинцевый, или по названию предметов, к которым они вязались, сваечный, гачный, шлюпочный, бочечный, топовый. Некоторые морские узлы в своём названии содержат национальный признак, например, испанский (беседочный), французский (топовый), фламандская петля, турецкий узел:10.
Иногда без рисунка нет возможности понять описываемый предмет. Например, попробуйте описать выбленочный узел, сплесень или другую часть такелажной работы без чертежа, поэтому способы вязки узлов показаны в виде схем, состоящих из двух-трёх позиций и стрелок, указывающих движение троса при вязке:6:5. Для изображения узлов и зацеплений удобно использовать их ортогональные проекции на плоскость. Некоторые узлы представлены изометрическими рисунками, дающими понятие, как должен выглядеть завязанный узел и как его применять:6.

## Элементы узла
- Коренной (грузовой) конец — конец троса, закреплённый неподвижно (или не используемый) при вязке узла. Противоположен ходовому концу
- Ходовой (рабочий) конец — незакреплённый свободный конец троса, которым начинают движение при вязке узла
- Пе́тля́ — изогнутый трос

- Открытая петля — изгиб верёвки, у которой концы — свободны
- Закрытая петля — изгиб верёвки, концы которой соединены вместе, но не перекрещены
- Колы́шка/калышка — изгиб верёвки, концы которой соединены вместе и перекрещены

- Полуузел — одинарный перехлёст концов одного и того же троса (или концов двух тросов)
- Обнос — обхват тросом какого-либо предмета (бревна, столба, другого троса, кольца, рыма, скобы, гака), сделанный таким образом, что оба конца троса не перекрещиваются[63]
- Шлаг — полный оборот (360 градусов) каната вокруг какого-либо предмета (бревна, столба, другого троса, кольца, рыма, скобы, гака), сделанный так, что после этого конец троса направлен в противоположную сторону
- Полуштык — обнос тросом какого-либо предмета (бревна, столба, другого троса, кольца, рыма, скобы, гака) с последующим перекрещиванием тросом своего конца под прямым углом, без его пропускания в образовавшуюся закрытую петлю (не путать с названием узла «полуштык»)

## Свойства узла
1. Прочность (strength:16) — свойство такелажных изделий с выполненными на них узлами выдерживать тяжёлую нагрузку:253. Основным принципом выбора узла того или иного типа, как правило, является его прочность, этот критерий — главный для альпинистов; другие критерии имеют значение, но уже в зависимости от сферы применения. Существуют способы повышения прочности узла:

а) равномерное затягивание узла;

б) использование клеванта;

в) больше шлагов;

г) завязывание узла сложенной вдвое верёвкой;

д) закрепление ходового конца в узле.
- Перетираемость[уточнить] (lead) — направление волокон в узле[64]:608. Плохое направление приводит к порванным волокнам[64]:81

2. Надёжность:40:99, безопасность:99 (security:16) определяется нагрузкой, которую узел выдержит прежде, чем он соскользнёт. Прочность и надёжность — разные характеристики:40:99. Прочность узла можно измерить, а безопасность нет. Надёжность узла напрямую зависит от его прочности, ведь чем крепче узел, тем он надёжнее:99. Узлы можно сделать более надёжными с помощью контрольных узлов:40. «Надёжностью узла» в хирургии называется вероятность выполнения узлом его функции (поддержания натяжения нити) в течение всего периода времени:46. Для создания надёжности необходимо трение, которое возможно создать лишь при определённом сдавливании. Сдавливание происходит в месте перехлёста верёвок в узле. Надёжность узла достигается исключительно перехлёстом
- Склонность к саморазвязыванию[26]:4 (unreeving, untie[64]) , устойчивость узла к деформации, стабильность узла — способность узла после приложения нагрузки сохранять свою форму. Деформация самого узла (не волокон), может привести к самопроизвольному развязыванию[41]:85
- Прочность узла на развязывание, расползание[71]:44, держащая сила узла — величина усилия, при котором узел расползается или развязывается. Чем сложнее переплетены в узле верёвки и чем сильнее они стянуты, тем выше держащая сила узла[71]:4. Первичная причина держащей силы любого узла заключается в силе трения[72]:15
- Скольжение (slipping[64]:16) — если бабьим узлом связать 2 верёвки и потянуть, видно, что он начинает перемещаться по верёвке (скользить вдоль неё)[32]:30. Узел может скользить по нити после операции, что иногда приводит к его развязыванию[69]:44. Скольжение зависит от трения[64]:16[73]
- Амортизация — способность узла за счёт своей деформации поглотить (амортизировать) часть энергии падения[74]:18. Волокна, удлиняясь, поглощают энергию динамического удара, переводя её в тепловую энергию[41]:72

3. Декоративность (decorative) — строгие, симметричные, нередко витиеватые и очень сложные по своей форме рисунки узлов:90

4. Затягиваемость (jаm:600) — сильное затягивание приводит к тому, что узел нельзя будет развязать и придётся резать:33. При слабой затяжке узел легко расползается:4. Чем сильнее узел затягивается, тем в большей степени он крадёт прочность верёвки, даже после его развязывания:101
- Развязываемость (untie) — величина сложности развязывязвания узла
- Сложность завязывания — узел более сложной формы требует больших расходов материала и труда на изготовление (и последующее развязывание) узла, причём размеры узла получаются большими, что в некоторых случаях имеет отрицательное значение[71]:4
- Компактность (compact[64])

5. Направление вязки узла, зеркальность узла (mirrored:11) — в зависимости от того, как завязан узел, он может быть левым или правым:85

6. Трансформация (capsize:598) — деформация одного узла в другой:598 (в теории узлов объемлющая изотопия). Калмыцкий узел может быть легко трансформирован в казачий узел:175. Прямой узел может вывернуться, а затем трансформироваться в коровий узел:64. Бабий узел при определённых условиях мгновенно превращается в простой штык:30
Узел хорошего качества — лёгок в исполнении, надёжен, прочно держит и никогда не развязывается сам собой, но его легко распустить.
Свойства узлов изменяются даже для верёвки (лески) с одним и тем же материалом, но с разной толщиной:2.
Узлы для стальных канатов, применяемых на лесосплаве, должны удовлетворять следующим требованиям: 1) быстро и легко завязываться и освобождаться, 2) быть прочными, 3) не вызывать преждевременного износа каната.
Несмотря на свою лёгкую развязываемость рифовый узел, узел «мертвая петля» не годятся для крепления ремнями копылка, так как развязать такие узлы на морозе очень трудно. Если верёвка замерзает, то свобода движения волокон сильно уменьшается, так что при использовании замёрзшей верёвки часть волокон может разорваться.
Все известные узлы вяжут в основном на растительных канатах, они достаточно гибки, податливы и не теряют крепости. На синтетических канатах вследствие их большой эластичности некоторые узлы при больших натяжениях держат слабо («ползут»), затягиваются и плохо развязываются. На тонких и гибких стальных канатах вяжут только те узлы, которые не дают крутых изгибов проволок и не нарушают крепости каната. На толстых и жёстких стальных канатах узлы не вяжут.

## Классификация
Согласно «Книге узлов Эшли», узлы во всех сферах человеческой деятельности, в общем, можно классифицировать на 4 класса:
- Штыки (hitches) — временно прикрепляют трос к объекту[81][82][83]
- Соединяющие тросы узлы (bends) — временно соединяют вместе концы двух коротких тросов в один длинный[84][85]
- Утолщающие трос (сто́порные) узлы (knots) — утолщения на тросе, петли, кнопы, декоративные узлы[86][87]
- Сплесни (splices) — постоянное соединение (сплесень) способом сращивания переплетением двух коротких тросов вместе в один длинный и постоянная петля (огон) на конце троса[88][89]

- Штыковые,
например, «выбленочный», изначально закреплял тонкий трос на более толстом, — схватывающий узел
- Соединяющие,
например, «рыбацкий», соединяет концы двух коротких верёвок равного диаметра в одну длинную для удлинения
- Утолщающие,
например, «булинь», образует незатягивающуюся петлю на конце троса
- Сплесни,
например, «простой огон» (постоянное соединение) сращивает трос без узлов — более прочное соединение[90][91], чем узел (временное соединение)

Классификация в других источниках:
- Начальные узлы
- Для соединения двух верёвок
- Для укорачивания верёвки
- Для составления петли на конце верёвки
- Для крепкого стягивания и удержания чего либо
- Для связывания многих вместе сложенных предметов
- Для перетягивания больших тяжестей

Согласно книге Е. П. Леонтьева «Школа яхтенного рулевого» морские узлы делят на 3 группы:
- Узлы для связывания двух концов между собой (прямой, рифовый, шкотовый, брам-шкотовый, плоский)
- Узлы, применяемые при швартовке и буксировке (штык, штык с двумя шлагами, рыбацкий штык, рыбацкий огон, буксирный, шлюпочный)
- Узлы специального назначения (беседочный, двойной беседочный, удавка, удавка со шлагом, выбленочный, задвижной штык, буйрепный, восьмёрка, стопорный, гачный, двойной гачный)

Согласно книге Захарова П. П. и Степенко Т. В. «Школа альпинизма. Начальная подготовка» в альпинизме узлы делят на 3 группы:
- Узлы для обвязки (булинь, узел проводника, восьмёрка)
- Узлы для связывания верёвок и лент (прямой, встречный, брам-шкотовый, грейпвайн)
- Вспомогательные узлы (схватывающий, Бахмана, карабинный, стремя, узел УИАА, Гарда, рифовый (штыковой))

- Узлы для утолщения троса
- Незатягивающиеся узлы
- Узлы для связывания двух тросов
- Затягивающиеся узлы
- Незатягивающиеся петли
- Затягивающиеся петли
- Быстроразвязывающиеся узлы
- Узлы для рыболовных снастей
- Декоративные узлы

- Фиксирующие узлы
- Стопорные узлы
- Петлевые узлы
- Соединительные узлы
- Скользящие узлы
- Укорачивающие узлы
- Рыболовные узлы

Согласно книге В. В. Ткаченко и С. И. Стовбуна «Узлы и сети» рыболовные узлы можно разделить на 3 группы:
- Узлы, формирующие петлю
- Узлы для привязывания крючков
- Узлы для соединения лесок

- Ненадёжные, коварные узлы
- Узлы для утолщения троса
- Незатягивающиеся узлы
- Узлы для связывания двух тросов
- Затягивающиеся узлы
- Незатягивающиеся петли
- Затягивающиеся петли
- Быстроразвязывающиеся узлы
- Особые морские узлы

Согласно книге А. Лебедихина «Основы альпинизма и скалолазания» в альпинизме узлы делят на 3 группы:
- Узлы для привязывания (или закрепления) (восьмёрка, булинь, двойной булинь, узел проводника)
- Узлы для связывания (грейпвайн, прямой, ткацкий, встречный, встречная восьмёрка)
- Вспомогательные узлы (узел UIAA, схватывающий, стремя, маркировочный, Бахмана, Гарда, рифовый (штыковой))

Согласно книге А. Шамова «Способы и схемы вязки узлов и их применение в туристской технике» в горном туризме узлы подразделяют на 3 класса:6:
- Основные узлы — незатягивающиеся петли на конце или середине альпинистской верёвки для самостраховки (восьмёрка)
- Вспомогательные — затягивающиеся узлы для утолщения верёвки (двойной простой узел в качестве контрольного узла, предотвращающего развязывание основного узла)
- Специальные — тормозящие узлы для спуска или страховки (узел UIAA)

- Узел на конце троса
- Развязывающийся узел на конце троса
- Узлы и петли произвольного расположения
- Узел как способ укоротить трос
- Незатягивающиеся петли
- Затягивающиеся петли
- Один трос — несколько петель
- Трос крепится штыком
- Трос крепится затягивающимся узлом
- Трос крепится быстроразвязывающимся узлом
- Узлы на основе прямого узла
- Узлы на основе петли
- Узлы симметричного образования
- Узлы параллельного хода
- Толстый трос, тонкий трос
- Быстроразвязывающиеся узлы

- Узлы для связывания верёвок
- Привязочные узлы
- Петли
- Вспомогательные узлы
- Специальные узлы, используемые в альпинизме
- Узлы, используемые в рыбной ловле
- Декоративные узлы

Согласно книге В. А. Демуса «Большая книга узлов. Рыбацкие, охотничьи, морские, туристские, альпинистские, бытовые» узлы подразделяют на 2 класса:
- Узлы, использующиеся в производстве, спорте, транспорте
- Морские
- Альпинистские, туристические, спелеологические
- Рыболовные, охотничьи
- Узлы для привязывания предметов
- Узлы для соединения верёвок
- Узлы, утолщающие верёвки
- Узлы-петли
- Быстроразвязывающиеся узлы
- Специальные узлы, выполняющие в каждой группе свои, присущие только им задачи
- Узлы, выполняющие декоративные и религиозные функции
- Мода
- Дизайн

Согласно книге Джефри Будворта «Узлы. Полная энциклопедия. Более 200 способов вязания узлов» узлы можно разделить на 3 группы:
- Простые узлы — все узлы, кроме соединяющих и крепёжных
- Соединяющие узлы — для связывания вместе двух верёвок
- Крепёжные узлы — для закрепления верёвки к предмету

- Узлы для утолщения троса (стопорные узлы)
- Узлы для укорачивания троса
- Петли

Петли незатягивающиеся (фиксированные петли)
Петли затягивающиеся (скользящие, бегущие узлы)
Затягивающиеся петли из незатягивающихся петель (арканы)
Затягивающиеся петли из стопорного узла
Петли регулируемые
Схватывающие регулируемые петли
Фиксирующие регулируемые петли
Петли двойные, тройные
Двойные (тройные) незатягивающиеся петли
Перекидные петли
Двойные (тройные) затягивающиеся петли
- Узлы для крепления троса к опоре

Штыки
Привязывающие быстроразвязывающиеся узлы
Прижимные узлы
Схватывающие узлы
- Узлы для связывания двух тросов

Узлы, связанные «одним концом»
Узлы, связанные «встречным пропуском»
Узлы, связанные двумя одинаковыми узлами
Узлы для связывания двух тросов, в основе которых лежат два простых узла
- Базовые узлы
- Соединяющие узлы
- Крепёжные узлы
- Связывающие
- Стопорные
- Петельные

Согласно книге Грэма Маклахлена «Узлы: карманный справочник: 40 пошаговых инструкций для начинающих» узлы подразделяют на 4 класса:
- Крепёжный узел (выбленочный)[99]
- Соединительный узел (шкотовый)[100]
- Стопорный узел (восьмёрка)[101]
- Узел с петлёй (беседочный, скользящий)[102]

### По назначению
- Утолстить верёвку (простой)
- Привязать верёвку к предмету (выбленочный)
- Обвязать предмет для подъёма руками или с помощью грузоподъёмного механизма (бочечный)
- Связать 2 верёвки вместе или концы одной верёвки
  - Одинакового диаметра и материала (грейпвайн)
  - Разного диаметра и материала (брам-шкотовый)
- Вывести часть верёвки из действия (австрийский проводник)
- Сделать петлю на верёвке
  - Затягивающуюся петлю (бегущий булинь)
  - Незатягивающуюся петлю (булинь)

Выделяют декоративное назначение узлов. Существует отдельная классификация галстучных узлов.

### По применению
Узлы классифицируют по применению; один и тот же узел, но завязанный по-разному или на разных материалах или для разных целей, отличают друг от друга, например:
- Соединяющий узел, который завязан на разных материалах (хлопковая нить, пеньковый трос), завязан разными способами (по-морскому, по-ткацки), становится двумя различными узлами (ткацкий, шкотовый)[18]
- Внешне похожие узлы, однако предназначенные для разных целей, становятся двумя различными узлами, например, стопорный узел на конце троса «бегучего» такелажа и утяжеляющий узел на концах плети для казни (двойной простой, кровавый)[103]
- Узлы, построенные на общей основе, однако используемые для разных целей, становятся различными узлами, так булинь придуман для крепления паруса, шкотовый — для соединения троса с серединой другого, бекетовый — для соединения троса с концом (огоном) другого (булинь, шкотовый, бекетовый)[104]
- Внешне похожие узлы, становятся разными, например, схватывающий задвижной штык, который придуман для соединения тонкого троса с толстым канатом для удлинения, становится палаточным узлом для натяжения оттяжки палатки, если завязан на своём коренном конце, образуя регулируемую петлю. Или схватывающий выбленочный узел, задуманный для создания выбленок на серединных вантинах, становится крепёжным узлом простой штык, если завязан на своём коренном конце (задвижной штык, палаточный; выбленочный, простой штык)[105]
- 3 похожих между собой, по форме, узла, которые часто путают (простой узел, полуузел, полуштык), выполняют различную функцию и являются разными узлами[106]
- Часто путают между собой 3 похожих по строению узла, но различных по предназначению (бегущий простой узел, развязывающийся узел и развязывающийся бегущий простой узел)[107]
- Многие штыки для крепления на опоре, будучи завязанными вокруг своего же коренного конца троса, становятся крепёжными петлями и отдельными узлами[108]

### По разъёмности
- Быстроразвязывающиеся (рифовый)
  - Дистанционно развязывающиеся — один конец верёвки выдерживает немалую нагрузку, но если потянуть за другой, то узел развяжется (ведёрный)
- Легкоразвязывающиеся (булинь)
- Трудноразвязывающиеся (констриктор)

### По надёжности
Некоторые узлы склонны к саморазвязыванию, либо портят верёвку. Во времена парусного флота считали, что простой узел снижает прочность пенькового троса в 2 раза; прямой узел — достаточно надёжен только при увязывании поклажи, а для связывания двух верёвок ни моряки, ни альпинисты его не используют, а похожий на него и часто завязываемый бабий узел очень легко скользит и развязывается. И прямой и бабий узлы унесли не одну человеческую жизнь.
Другие узлы предназначены временно выдерживать постоянную умеренную нагрузку, но при «переменных» нагрузках (рывках) развязываются или даже обрываются (палаточный, колышка, булинь).

### По использованию компонентов верёвки
- Использующие верёвку целиком
- Требующие расплетания верёвки на пряди (сплесни). Такие узлы — сложнее, но прочнее[113][114] и компактнее обычных узлов

## Метод правильного завязывания узла
Требования к способу завязывания узла обусловлены уровнем образования, или свойствами материалов. Так, набор неграмотных людей на парусный флот в XVIII веке вызвал требование к использованию единственного регламентированного узла для конкретного вида работ на корабле. Использование скользкого синтетического материала для изготовления верёвок в середине XX века привело к необходимости повышения надёжности узлов.
- Использование узла по его предназначению[118] (конкретному виду работы соответствует предназначенный для его выполнения узел)[12]
- Правильный внешний вид узла (узел должен соответствовать установленному рисунку)[119]
- Завязывание узла без перехлёстов (позволяет легче развязать узел после нагрузки)[120]
- Длина свободных концов, выходящих из узла, должна соответствовать не менее десяти диаметрам верёвки (если диаметр верёвки 10 мм, длина конца — 100 мм)[121]
- Затягивание узла[122] (после завязывания концы, выходящие из узла, нагружают, затягивая узел. Для страховочных узлов нагружение осуществляют весом тела. Амортизирующие узлы оставляют в полузатянутом состоянии и не затягивают перед использованием, так как вяжут на середине верёвки)[123]

Плохой узел называется «бабой», он распускается, если сильно дёрнешь и так заедается, что его невозможно развязать.
Оригинальный текст (рус.)рус. дореф. Плохой узелъ называется «бабой», онъ распускается, если сильно дернешь и такъ заѣдается, что его невозможно развязать
— Баден-Пауль, «Юный разведчик» (стр. 141), Петроград, 1916

## Пословицы и поговорки
| Текст | Тип       | Страна   |
| --- | --------- | -------- |
| Без узла и в сорок сажен вервь порвётся                                                                                 | Пословица | Россия   |
| Дурак узел завяжет, умный не развяжет                                                                                   | Пословица | Россия   |
| Не велик узелок, да крепко затянут                                                                                      | Пословица | Россия   |
| Он сам на себя в кнут узлов навязал                                                                                     | Пословица | Россия   |
| Полно путать, пора узлы вязать                                                                                          | Пословица | Россия   |
| Пришло дело узлом, стало. Я дело узлом затянул, оно крепко, верно                                                       | Пословица | Россия   |
| Сказал, как узлом завязал                                                                                               | Пословица | Россия   |
| Порванную верёвку как ни вяжи, а всё узел будет                                                                         | Латинизм  |          |
| Нельзя развязать узел, не зная, как он завязан                                                                          | Цитата    | Россия   |
| Two half-hitches will never slip                                                                                        | Пословица | Англия   |
| Two half-hitches saved a Queen’s ship (два полуштыка спасли корабль королевы)                                           | Пословица | Англия   |
| Three half-hitches are more than a King’s yacht wants (три полуштыка – это более чем достаточно и для королевской яхты) | Пословица | Англия   |
| Every ship has its own long splice and every sailor has his own short one                                               | Пословица | Англия   |
| Кто не вяжет узла, теряет стежок                                                                                        | Пословица | Италия   |
| Узел на нитке сэкономит портному напрасные стежки                                                                       | Пословица | Германия |

## Галерея
- Стенд с узлами[исп.] на корабле «Мир»
- Логотип ООО Севзапканат
- Кодо (искусство)
- Связанный Кшитигарбха, храм ja:林泉寺 (文京区)
- Орнамент в доме Петрашку, Георге
- Скульптура Der Knoten tr:Jo Kley, Бад-Швартау
- скульптура Max Nowell, Шотландия
- скульптура компании nl:Koninklijke Roeiers Vereeniging Eendracht, Роттердам
- скульптура en:Cardiff Bay
- Скульптура Monumento al milenio, es:José Noja, Леганес, 2000
- скульптура «Гордиев узел», en:Gidon Graetz, Тель-Авив
- скульптура гордиев узел, Attila Kirilowitsch, 1990, Фрехен
- скульптура «Внутреннее ухо», Виллема Валка, en:Warffum
- скульптура Gordischer Knoten, Wolfgang Mehl, Ганновер
- 17-й Сибирский фестиваль снежной скульптуры
- Знак дома[англ.] возле Страговский монастырь, cs:Josef Klimeš, Градчаны, 1977
- Дом, en:Capela dos Coimbras
- верёвка, выброшенная на берег острова в Северном море после шторма
- Фреска купального мешка на фасаде квартиры на Блоквервег в Алблассердаме
- Картина en:Wolfgang Leidhold Knoten IV